# كوبا سود أمريكانا 2019
كوبا سود أمريكانا 2019 هي النسخة الثامنة عشر من كوبا سود أمريكانا (يشار إليها أيضًا باسم كأس سود أمريكانا، أو (بالبرتغالية: Copa Sul-Americana‏)، بطولة أمريكا الجنوبية لكرة القدم الثانوية التي تنظمها الكونميبول . 
سيحصل الفائزون ببطولة كوبا سود أمريكانا لعام 2019 على الحق في اللعب ضد الفائزين في كأس ليبرتادوريس 2019 في بطولة ريكوبا سودأمريكانا 2020 [الإنجليزية] ، والفائزين في كأس الدوري الياباني 2019 في بطولة بنك سورجا لعام 2020 . كما سيتأهلون تلقائيًا لمرحلة المجموعات عام 2020 لكأس ليبرتادوريس .
في 14 أغسطس 2018 ، قرر كونميبول أنه ابتداءً من نسخة 2019 ، سيتم لعب المباراة النهائية كمباراة واحدة، وأكدت أن المباراة النهائية ستقام في ليما ، بيرو في ملعب استاد ناسيونال . 
أتليتيكو باراناينس هو آخر بطل، وبما أنه تأهل إلى دور المجموعات في بطولة كأس ليبرتادوريس 2019 ليصبح بطلاً لكأس سودامريكانا، فلن يلعبوا في هذا الإصدار إلا إذا احتلوا المركز الثالث في مرحلة المجموعات.

## الفرق
الفرق الأربع والأربعون التالية من 10 اتحادات محلية المؤهلة للبطولة، ودخول المرحلة الأولى : 
- الأرجنتين والبرازيل: 6 أندية لكل منهما
- جميع الاتحادات الأخرى: 4 أندية لكل منهم

## الجدول
الجدول الزمني للمسابقة هو على النحو التالي.   بعد تغيير تواريخ كأس العالم 2019 ، أصدر الاتحاد البرازيلي لكرة القدم في 3 أكتوبر 2018 تقويمه للعام التالي، مع تواريخ جديدة لكأس سودامريكانا . 
| الدور             | موعد القرعة                              | الذهاب                                                                 | الإياب                                                                            |
| ----------------- | ---------------------------------------- | ---------------------------------------------------------------------- | --------------------------------------------------------------------------------- |
| المرحلة الأولى    | 17 ديسمبر 2018 ( لوكي ، باراجواي )       | - 5–7 فبراير2019 - 12–14 فبراير2019 - 19–21 مارس 2019 - 2–4 أبريل 2019 | - 19–21 فبراير2019 - 26–28 فبراير2019 - 16–18 أبريل 2019 - 30 أبريل – 2 مايو 2019 |
| المرحلة الثانية   | يحدد لاحقا مايو 2019 ( لوكي ، باراجواي ) | 21-23 مايو 2019                                                        | 28-30 مايو 2019                                                                   |
| الجولة 16         | يحدد لاحقا مايو 2019 ( لوكي ، باراجواي ) | 23-25 يوليو 2019                                                       | 30 يوليو - 1 أغسطس 2019                                                           |
| الدور ربع النهائي | يحدد لاحقا مايو 2019 ( لوكي ، باراجواي ) | 20-22 أغسطس 2019                                                       | 27-29 أغسطس 2019                                                                  |
| نصف النهائي       | يحدد لاحقا مايو 2019 ( لوكي ، باراجواي ) | 18-19 سبتمبر 2019                                                      | 25-26 سبتمبر 2019                                                                 |
| نهائي             | يحدد لاحقا مايو 2019 ( لوكي ، باراجواي ) | 9 نوفمبر 2019 في ملعب ناسيونال ، ليما                                  | 9 نوفمبر 2019 في ملعب ناسيونال ، ليما                                             |